# Boby y sus amigos
Boby y sus amigos (en inglés The Seventh Brother, en alemán Bobo und die Hasenbande y en húngaro A hetedik téstver) es un largometraje animado coproducido entre diferentes países, estrenado el 21 de junio de 1991 en Hungría y dirigido por los húngaros Jenő Koltai y Tibor Hernádi. El estreno en Alemania se efectuó el 7 de septiembre de 1992.  En el 20 de abril de 1994, la adaptación en inglés fue dirigida por Scott Murphy en los Estados Unidos. La película fue lanzada en DVD el 6 de febrero de 2003.

## Argumento
Boby el perrito, separado de Angie joven y de su abuelo, se pierde en el bosque. Una familia encantadora de conejos lo rescata y es adoptado. Aunque es Boby viene los aman, él desea para ser juntado con Angie, y tiene fe que él encontrará su manera casera. Él decide valeroso en el medio tiempo, sin embargo, ser el mejor hermano que él puede estar a su nueva familia. Cuando el peligro amenaza, él demuestra ser un héroe. Entonces acercamientos del invierno; Boby crece más débil y no sobrevivirá sin la clase de necesidad de los perros del alimento. ¿Los amigos de Boby del bosque podrán ayudarle a encontrar a su familia humana? Esta es una historia blanda del tener fe bastante para superar miedo.